# Drag Reduction System

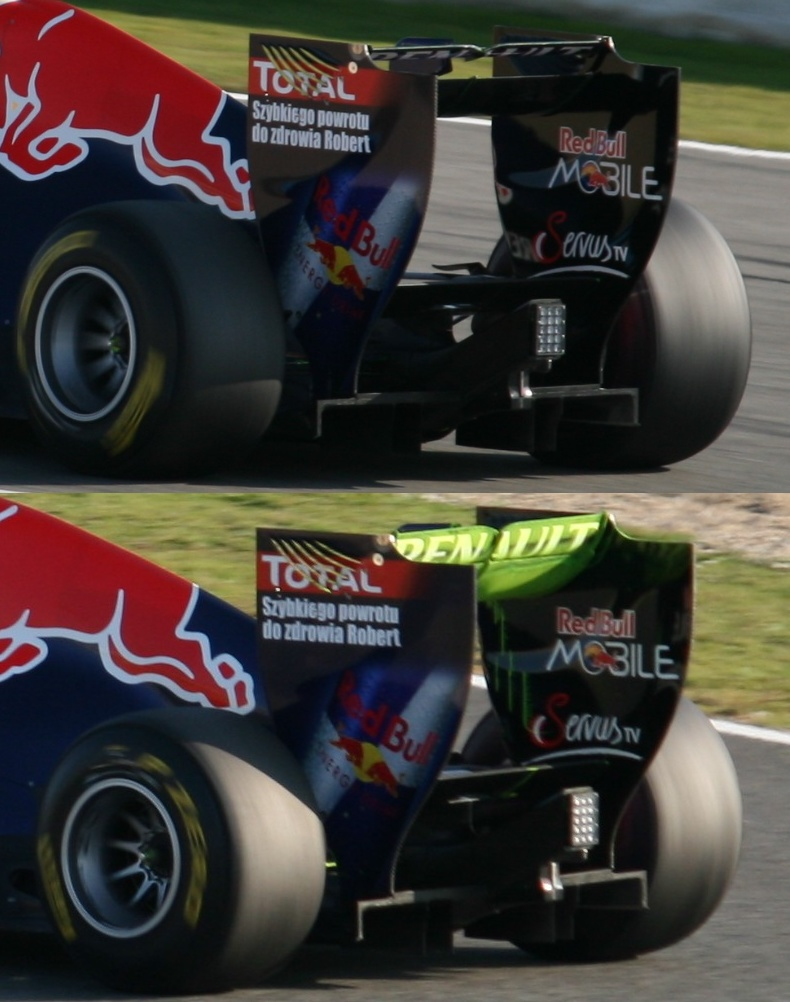
Zastosowanie DRS w bolidzie Red Bull RB7

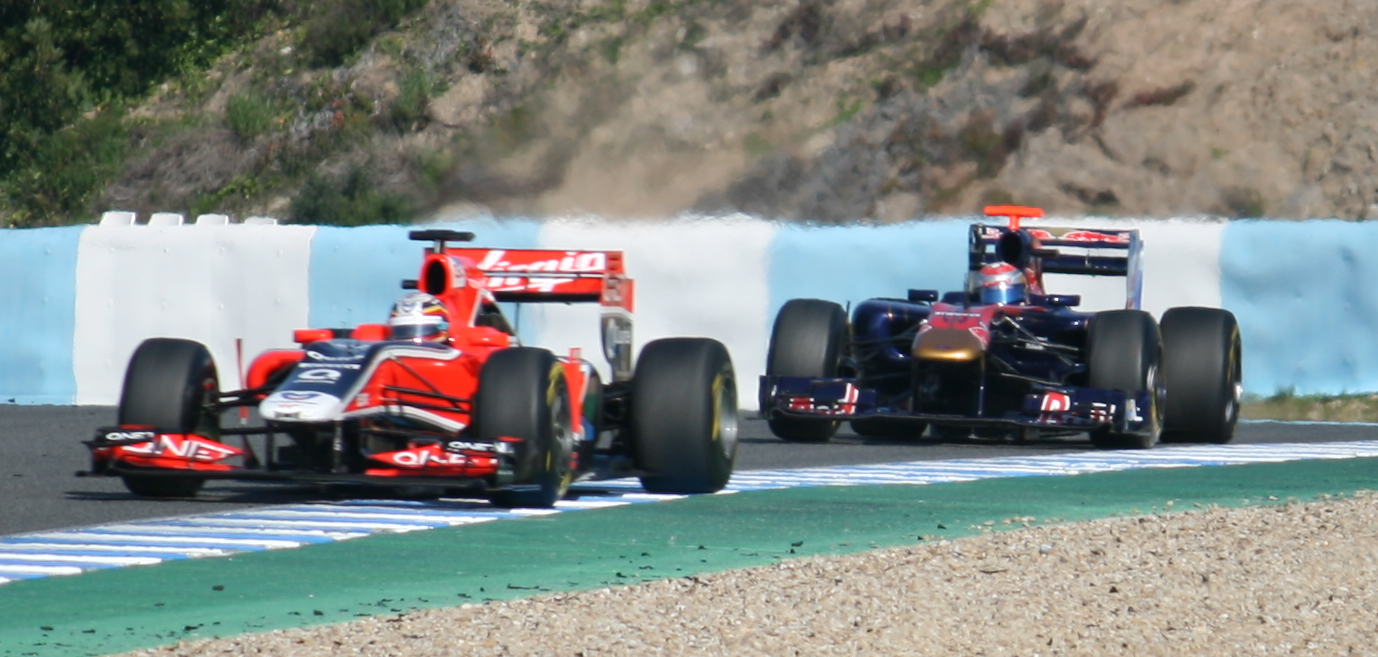
Virgin MVR-02 i Toro Rosso STR6 z aktywowanym systemem DRS

Drag Reduction System (DRS) – system wprowadzony w 2011 roku do Formuły 1 ułatwiający wyprzedzanie, który może być aktywowany w wyznaczonej strefie toru.

## Zastosowanie
System może być aktywowany po jednym okrążeniu od rozpoczęcia wyścigu, jest to zmiana wprowadzona od sezonu 2024, wcześniej wymagane były dwa okrążenia. W przypadku kiedy na torze pojawi się samochód bezpieczeństwa DRS zostaje wyłączony. System DRS zostaje włączony dwa okrążenia po zjeździe do alei serwisowej samochodu bezpieczeństwa. Kierowca nabywa prawo do użycia systemu, jeżeli w punkcie detekcji DRS będzie się znajdował nie więcej, niż sekundę za rywalem, spełnienie warunku pozwala włączyć system w wyznaczonym puncie DRS, najczęściej na prostym odcinku toru. Kierowca używający DRS otwiera klapę tylnego skrzydła, zwiększając przepływ powietrza, co redukuje opór aerodynamiczny, pozwalając osiągnąć wyższą prędkość i ułatwia manewr wyprzedzania.
System zostaje dezaktywowany gdy kierowca naciska na pedał hamulca. 
Natomiast gdy na torze panują złe warunki pogodowe stosowanie systemu jest zabronione.